# Maltské letecké křídlo
Letecké křídlo ozbrojených sil Malty (anglicky Armed Forces of Malta Air Wing, maltsky Forza tal-Ajru tal-Forzi Armati ta' Malta) je křídlo provozující letadla ozbrojených sil Malty. Malta nedisponuje bojovými leteckými silami a její letouny a vrtulníky jsou užívány k průzkumu, námořnímu hlídkování, pátrání a záchraně a vzdušné přepravě.
Základna leteckého křídla Malty se nachází na mezinárodním letišti Malta. Velitelství (Air Wing Headquarters) plní úkoly velení, kontroly a koordinace podřízených jednotek, tak aby zajišťovaly připravenost útvaru k plnění jeho operačních úkolů na Maltě i mimo ni. Velitelem křídla je v současnosti podplukovník James Thomas Grech.

## Historie
Maltské ozbrojené síly získaly své první letecké vybavení v roce 1971, kdy jim Spolková republika Německo darovala čtyři vrtulníky Bell 47G, které v roce 1973 doplnil jeden Agusta-Bell AB206A Jet Ranger darovaný Libyí.

## Vybavení

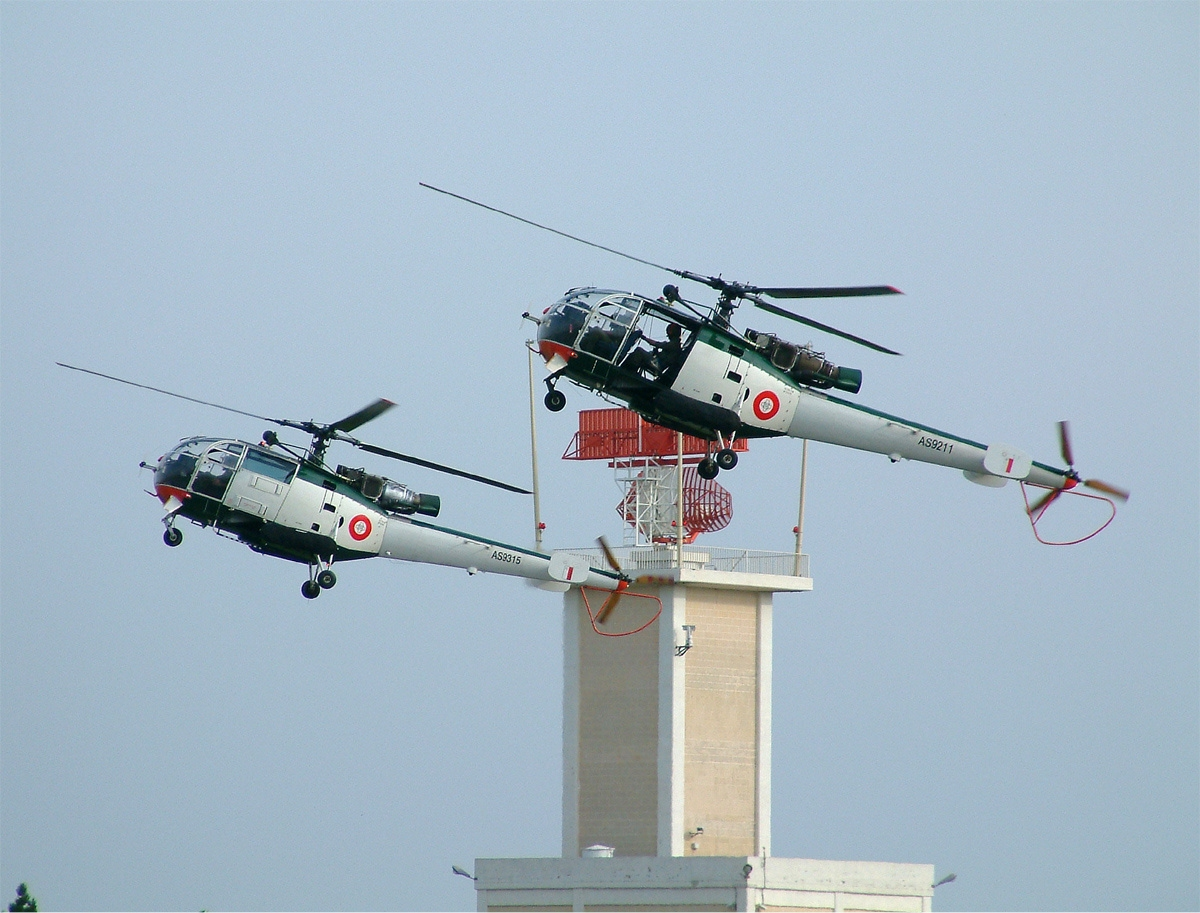
Maltské vrtulníky Alouette III v letu.

Tabulka obsahuje přehled letecké techniky Malty podle Flightglobal.com.
| Název                        | Fotografie        | Původ              | Určení                                  | Verze                   | Ve službě         | Poznámky              |                   |
| Speciální letouny            | Speciální letouny | Speciální letouny  | Speciální letouny                       | Speciální letouny       | Speciální letouny | Speciální letouny     | Speciální letouny |
| ---------------------------- | ----------------- | ------------------ | --------------------------------------- | ----------------------- | ----------------- | --------------------- | ----------------- |
| Britten-Norman BN-2 Islander |                   | Spojené království | lehký námořní hlídkový letoun           | BN-2B Maritime Defender | 1                 |                       |                   |
| Beechcraft Super King Air    |                   | USA                | námořní hlídkový letoun                 | Super King Air 200/MPA  | 2                 | Objednán ještě 1 kus. |                   |
| Vrtulníky                    |                   |                    |                                         |                         |                   |                       |                   |
| AgustaWestland AW139         |                   | Itálie             | víceúčelový vrtulník/pátrání a záchrana |                         | 3                 |                       |                   |
| Aérospatiale Alouette III    |                   | Francie            | lehký užitkový vrtulník                 | SA316                   | 3                 |                       |                   |

Na ostrově dále působí mise italského letectva Aeronautica Militare, provozující dva pátrací a záchranné vrtulníky Agusta-Bell AB212 se smíšenými italsko-maltskými osádkami.